# Tomorrow Square
Le Tomorrow Square est un gratte-ciel multifonctions haut de 285 mètres construit à Shanghai en 2003. En 2023 c'était l'un des 10 plus hauts immeubles de Shanghai. La partie supérieure de l'immeuble abrite des logements qui en 2023 étaient les plus hauts de Shanghai. Le bâtiment a été conçu par le cabinet d'architecture de l'Américain John Portman.
La construction du bâtiment a duré 6 ans de 1997 à 2003 ce qui est considérable (un gratte-ciel nécessite en général une durée de construction de 2 à 3 ans) mais qui est fréquent en Chine pour les immeubles d'une telle hauteur.
La surface de plancher de l'immeuble est de 130 063 m2 desservie par 15 ascenseurs.
L'immeuble abrite un hôtel de la chaine Marriott.